# Эк, Ноа
Ноа Аугуст Эк (швед. Noah August Ek; род. 21 марта 2006) — шведский футболист, защитник «Хеккена».

## Клубная карьера
На юношеском уровне выступал за  «Соллентуну». Перед сезоном 2024 года перешёл в «Хеккен», где присоединился к команде до 19 лет. С лета 2024 года стал привлекаться к тренировкам с основным составом. Первую игру за клуб провёл 2 октября во втором раунде кубка страны с «Тордом». В начале ноября был включён в список номинантов на лучшего игрока сезона в юношеской лиге Швеции. 10 ноября попал в заявку клуба на матч последнего тура чемпионата Швеции с «Кальмаром». На 69-й минуте встречи дебютировал за клуб, появившись на поле вместо Якоба Лаурсен.

## Карьера в сборной
В сентябре 2024 года дебютировал в составе юношеской сборной Швеции в товарищеской встрече со сборной Дании.

## Клубная статистика
| Выступление      | Выступление      | Выступление      | Лига | Лига | Кубки | Кубки | Конт. кубки | Конт. кубки | Итого | Итого |
| Клуб             | Лига             | Сезон            | Игры | Голы | Игры  | Голы  | Игры        | Голы        | Игры  | Голы  |
| ---------------- | ---------------- | ---------------- | ---- | ---- | ----- | ----- | ----------- | ----------- | ----- | ----- |
| Хеккен           | Алльсвенскан     | 2024             | 1    | 0    | 1     | 0     | 0           | 0           | 2     | 0     |
| Хеккен           | Итого            | Итого            | 1    | 0    | 1     | 0     | 0           | 0           | 2     | 0     |
| Всего за карьеру | Всего за карьеру | Всего за карьеру | 1    | 0    | 1     | 0     | 0           | 0           | 2     | 0     |